# Cognin
Cognin ist eine französische Gemeinde mit 6729 Einwohnern (Stand 1. Januar 2022) im Département Savoie in der Region Auvergne-Rhône-Alpes. Sie gehört zum Arrondissement Chambéry und zum Kanton Chambéry-3. Die Bewohner werden Cognerauds und Cogneraudes genannt.
Die Gemeinde erhielt 2022 die Auszeichnung „Zwei Blumen“, die vom Conseil national des villes et villages fleuris (CNVVF) im Rahmen des jährlichen Wettbewerbs der blumengeschmückten Städte und Dörfer verliehen wird.

## Geographie

### Lage
Cognin ist ein Vorort der Stadt Chambéry und liegt etwa 40 Kilometer nördlich von Grenoble, etwa 80 Kilometer südöstlich von Lyon und etwa 20 Kilometer südlich von Annecy. Das Ortszentrum liegt auf 292 m im Tal der Hyère. Die Nachbargemeinden sind im Norden wie im Osten Chambéry, im Südosten Jacob-Bellecombette, im Süden Saint-Cassin und Montagnole, im Südwesten Vimines und im Westen Saint-Sulpice.

### Topographie
Cognin liegt zwischen den beiden Gebirgen Jura und Alpen am Übergang von der Chaîne de l’Épine, der südlichsten Antiklinalen des Jura, in das voralpine Kalksteinmassiv der Chartreuse. Der untere Teil von Cognin reicht bis weit in die Schwemmlandebene von Chambéry hinein und bildet mit der Stadt eine lückenlose Bebauung. Die südlichen und westlichen Teile des 4,48 km² großen Gemeindegebietes erreichen die sanft ansteigenden Gebirgsausläufer der Chartreuse und sind vorwiegend landwirtschaftlich geprägt. Das Gemeindegebiet liegt teilweise im Regionalen Naturpark Chartreuse.

## Geschichte
Funde von Überresten einer gallo-römischen Villa bei Bauarbeiten im Zentrum von Cognin in den 1970er Jahren belegten eine frühe Besiedelung auf dem Gebiet der heutigen Gemeinde.
Im Hochmittelalter wird der Ort erstmals namentlich erwähnt als Choninum und Cohonnium (um 1100), später dann als Cognis (1232). Im Mittelalter bildete Cognin eine kleine Herrschaft, die erst zum Herrschaftssitz Montfort, danach von 1563 bis 1707 zur Baronnie Montfort auf dem Gebiet der heutigen Gemeinde Saint-Sulpice gehörte. Im 15. und 16. Jahrhundert war die Gemeinde dem Bistum Grenoble abgabepflichtig.

## Sehenswürdigkeiten
In Cognin sind mehrere alte Bauwerke zu sehen. Darunter sind die Burgen und Schlösser Château de Montcharvin, Château de Villeneuve, Château de Salins, Château de Martinel sowie die Kirche Église Saint-Pierre und die Überreste einer gallo-römischen Villa.
Sehenswert ist auch der alte Gewerbekanal Canal des arts et l’atelier de l’eau und der Park und Bauernhof Parc et la ferme du Foreza.

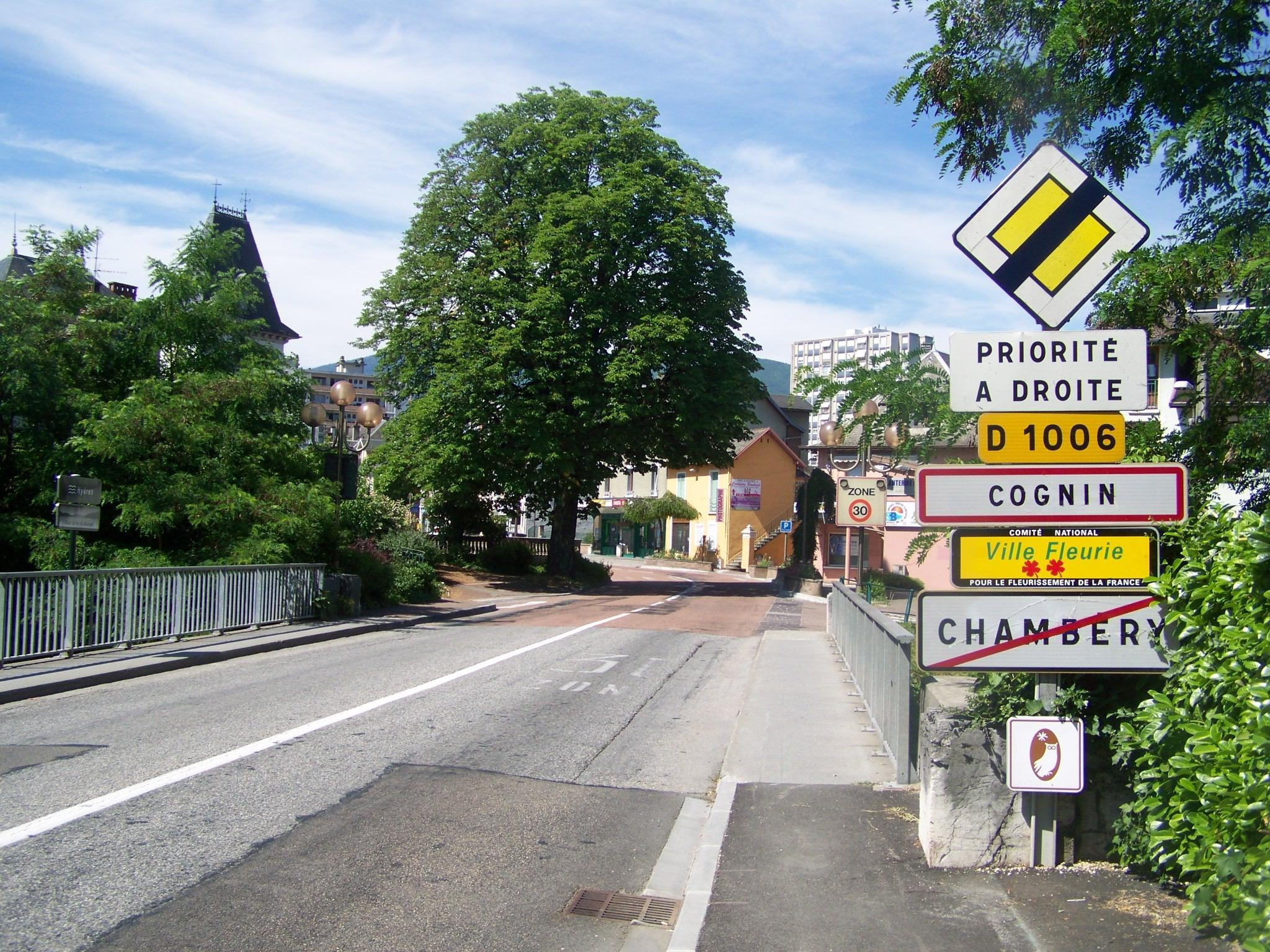
Ortseingang
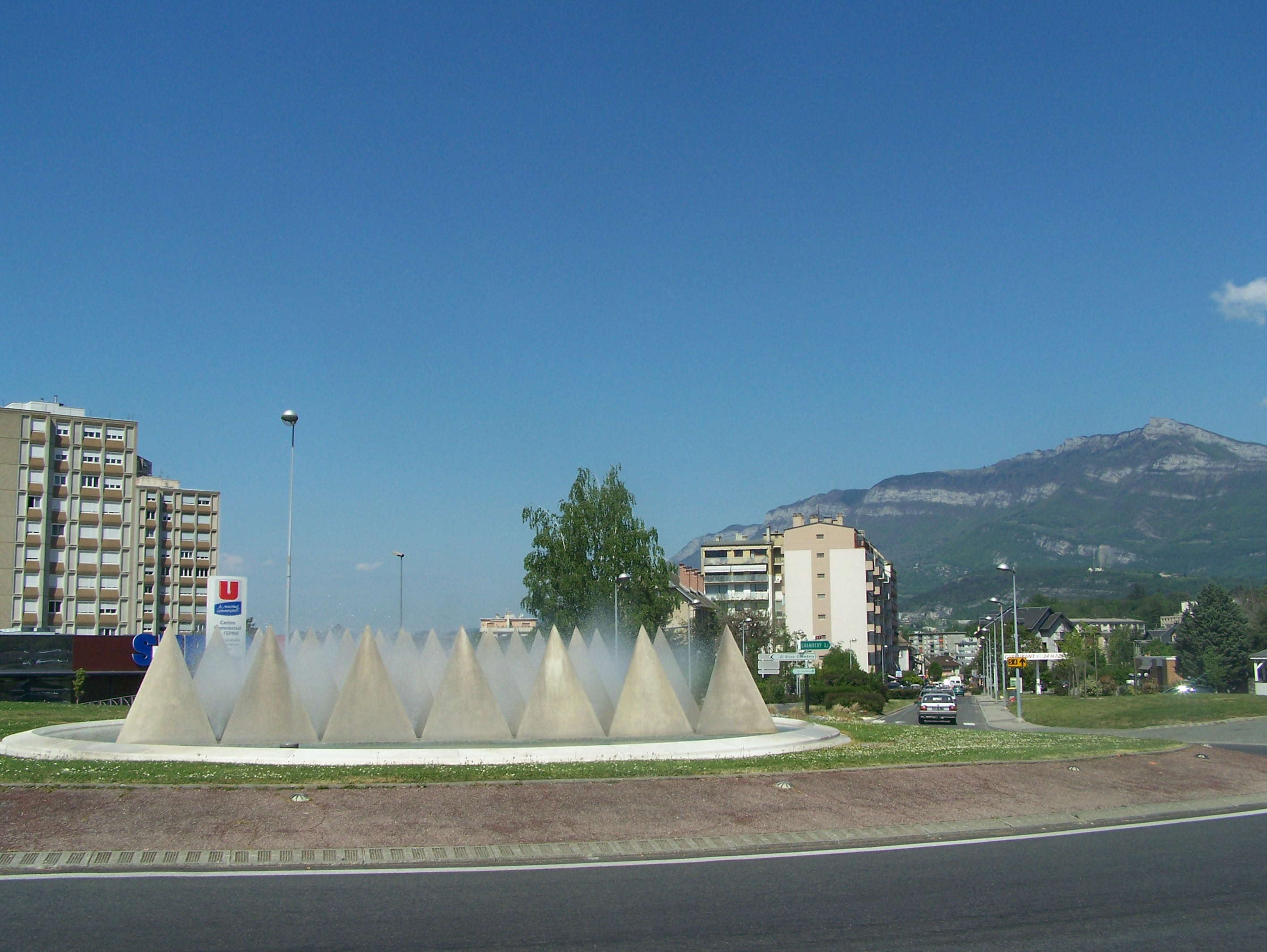
Zentrum
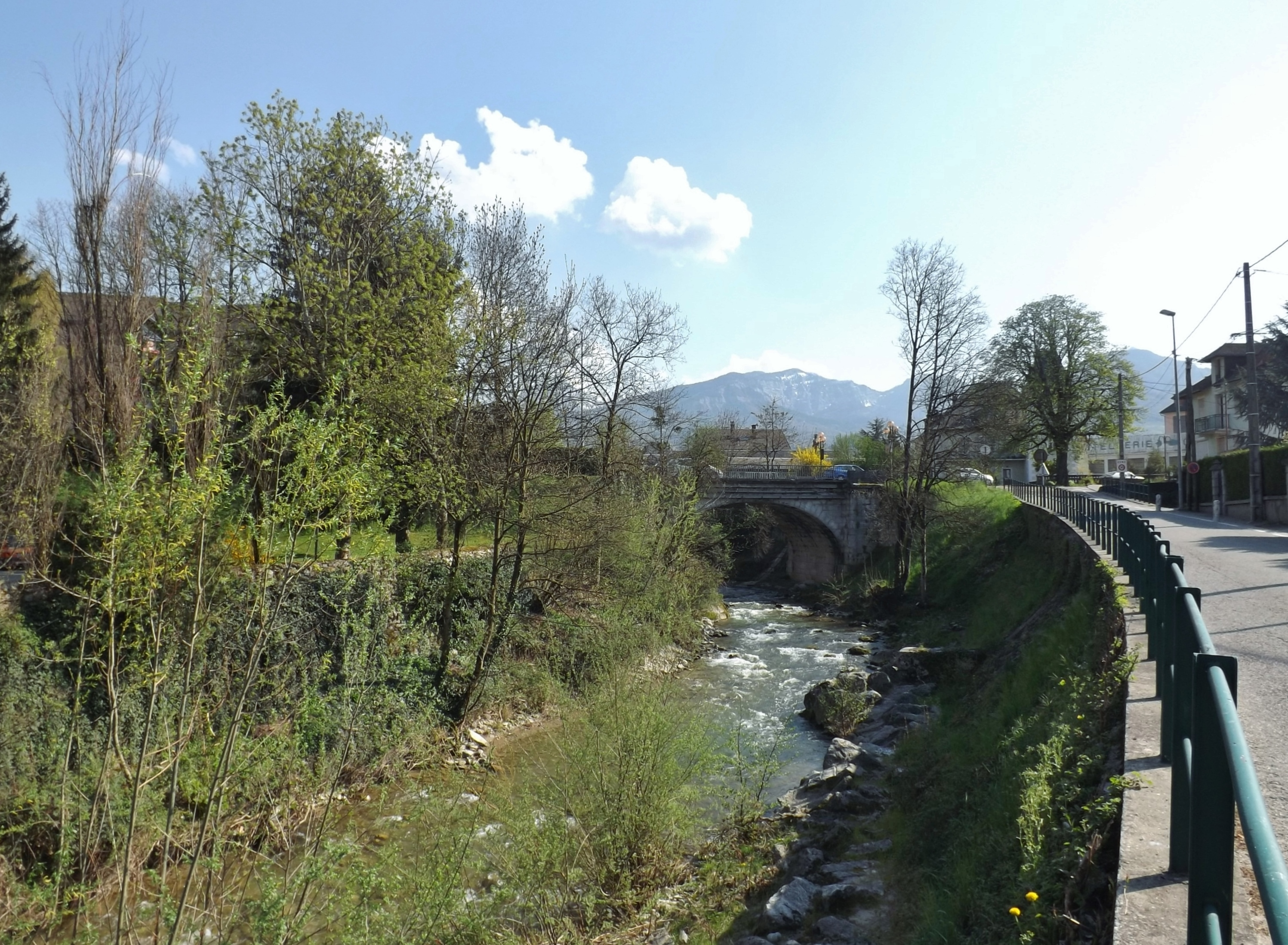
Fluss Hyères in Cognin
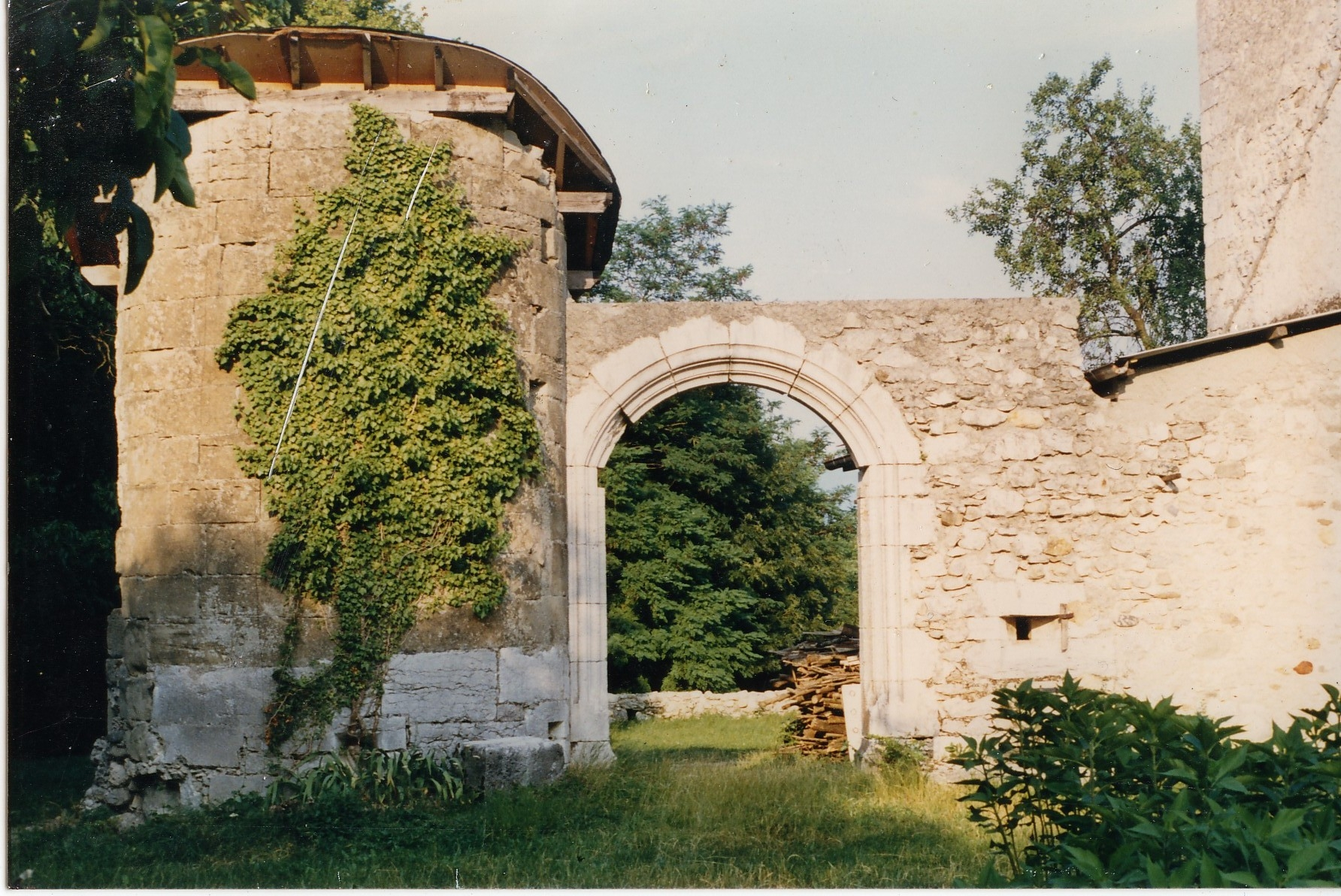
Château de Montcharvin

## Bevölkerung
| Jahr                       | 1962 | 1968 | 1975 | 1982 | 1990 | 1999 | 2006 | 2018 |
| -------------------------- | ---- | ---- | ---- | ---- | ---- | ---- | ---- | ---- |
| Einwohner                  | 3143 | 3995 | 5397 | 6085 | 5779 | 5900 | 5874 | 6264 |
| Quellen: Cassini und INSEE |      |      |      |      |      |      |      |      |

Um das Jahr 1800 hatte Cognin 651 Einwohner. Nachdem die Einwohnerzahl in der zweiten Hälfte des 19. Jahrhunderts zwischen 1000 und 1200 geschwankt hatte, stieg sie im 20. Jahrhundert ständig an. Durch die Entwicklung zum Vorort von Chambéry wuchs der die Gemeinde in den 1970er Jahren rasant auf knapp 6000 Einwohner und stagnierte dann bei dieser Größe. Heute zählt die Gemeinde 6729 Einwohner (Stand 1. Januar 2022).

## Wirtschaft und Infrastruktur
Cognin liegt an der Departementsstraße D 1006 und ehemaligen Nationalstraße N6, die von Chambéry nach Entre-deux-Guiers führt. Ein Anschluss an die Stadtautobahn von Chambéry (N201) in etwa 5 km Entfernung verbindet Cognin mit den regionalen Autobahnen A 41 und A 43. Der nächstgelegene Bahnhof ist der SNCF-Bahnhof Chambéry-Challes-les-Eaux in Chambéry.

## Persönlichkeiten
- Henry Bordeaux (1870–1963), französischer Schriftsteller und Mitglied der Académie française, lange wohnhaft und beigesetzt in Cognin